# Nayan
Nayan fue un príncipe borjigin (familia real del Imperio mongol), famoso por su rebelión contra el Gran Kan Kublai Kan. Fue un cristiano nestoriano y contemporáneo del viajero veneciano Marco Polo, cuya crónica es una de las fuentes sobre su vida.

## Orígenes

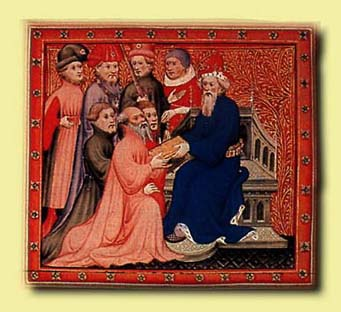
Marco Polo y Kublai Khan, en una ilustración de un libro italiano del siglo XIV

Nayan era un miembro de una rama colateral de la dinastía real mongola, siendo descendiente de uno de los hermanos de Gengis Kan. Las fuentes difieren sobre si era tataranieto de Temüge, el hermano menor de Gengis, o de Belgutai, uno de los hermanastros de Gengis. El hecho de que hubiera varios príncipes homónimos contribuye a la confusión. El historiador Pelliot sugirió que el Nayan cristiano no era descendiente de Belgutai y lo considera hijo de Ajul, hijo de Tacar, hijo de Jibügan, hijo de Temüge.
Los varones de la familia de Gengis Kan recibieron grandes feudos en Mongolia y tierras vecinas como Manchuria. Marco Polo describe las posesiones de Nayan como cuatro grandes provincias grandes: 'Ciorcia' (posiblemente la región de los Yurchen, en Manchuria), 'Cauli' (Corea, probablemente sólo parte de Corea del norte), 'Barscol' y 'Sichintingiu'. En ellas se encontraba la ciudad de Kwang-ning (actual Beizhen), que hizo que Nayan fuera a veces conocido como el 'Príncipe de Kwang-ning'. Además, Nayan era también el más importante jefe de los uluses orientales, con gran influencia entre las tribus y principados del imperio mongol en la zona. Aunque sus dominios fueran poco definidos, era una importante base de poder dentro del fragmentado imperio mongol y suficiente para representar una poder alternativo a su pariente Kublai Kan.

## Rebelión
Nayan suele ser asociado al tradicionalismo mongol surgido en oposición a la creciente sinización de Kublai Kan. Nayan fue partidario de los valores nómadas ancestrales de los mongoles y mostró su oposición a que Kublai los dejara de lado. Este cambio cultural también involucraba en la práctica la adopción de una administración de tipo chino, centralizada e imperial, que amenazaba el estatus cuasiindepeniente de los príncipes como Nayan. Nayan conspiró con otros descendientes de hermanos de Gengis Kan, Shiktur y Qada'un, señores también de grandes extensiones en Mongolia Oriental y Manchuria. Tuvo asimismo el respaldo del sobrino, gran rival de Kublai Kan y señor de gran parte de Asia Central, Kaidu.
Nayan se alzó en rebelión abierta entre el 14 de mayo y el 12 de junio, de 1287, enfrentándose a las tropas de Kublai aproximadamente el 16 de julio.

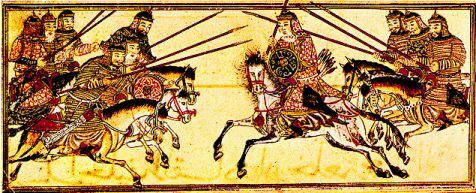
Caballería pesada mongola

Kublai Kan había sospechado una conspiración entre Nayan y Kaidu y envió a su principal general Bayan para investigar. Las crónicas narran que Nayan invitó a Bayan a un banquete pero este, avisado de un emboscada, huyó. Bayan marchó con un ejército para ocupar Karakorum y evitar que las fuerzas de Kaidu y Nayan pudieran reunirse. Kublai, a pesar de su avanzada edad (72 años), marchó con otro ejército contra Nayan en Manchuria. La velocidad y contundencia de la respuesta de Kublai impidió a los rebeldes movilizarse y reunir sus fuerzas, siendo derrotados uno a una. La flota imperial se trasladó a la desembocadura del río Liao para garantizar la logística de la campaña, mientras que Nayan acampaba en una isla del mismo río. Kublai dirigió personalmente sus fuerzas desde un palanquín llevado por cuatro elefantes.
Avanzando rápido tras sus explotadores, las fuerzas de Kublai Kan  sorprendieron a Nayan en su campamento. Este estaba protegido por un círculo de carros, según los usos de los nómadas de la estepa. El ejército de Kublai estaba organizado en tres divisiones: primero los mongoles, después los chinos y en tercer lugar la Guardia y los kipchaks, bajo mando directo de Kublai. El ejército de Nayan era menos disciplinado y algunas fuentes hablan de momentos de pánico antes de la batalla cuando las fuerzas de Kublai detonaron explosivos. Según Marco Polo, debido a su religión cristiana, Nayan usaba como estandarte una cruz. Los ejércitos se enfrentaron con sus tambores y los cuernos sonando. La batalla empezó con intercambios de flechas que dieron pasasos a combates con lanzas, espada y mazas. La batalla fue cruenta y se prolongó hasta mediodía, cuando las fuerzas de Nayan comenzaron a romper su línea. Muchos huyeron o fueron abatidos, con el mismo Nayan siendo capturado.

## Fin de la rebelión
Kublai ordenó de forma inmediata y secreta la ejecución de Nayan, antes de que se pudieran formular peticiones de piedad. Fue ejecutado como correspondía a alguien de rango real, sin derramamiento de sangre. Fue envuelto en una alfombra y apalaeado hasta la muerte. Su fallecimiento dejó a Kaidu sin un aliado clave, aunque la lucha entre Kublai y Kaidu se prolongaría durante el resto de sus vidas. Kublai evitó castigar a los correligionarios nestorianos de Nayan. Tras acabar con Nayan y su revuelta, Kublai Kan pudo someter a los príncipes mongoles del norte y el este a su autoridad.